# Gualtiero Rosella
Gualtiero Rosella (Latina, 28 novembre 1956) è uno sceneggiatore italiano.

## Biografia
Si è laureato in Letteratura italiana moderna e contemporanea presso l'Università La Sapienza di Roma con una tesi su 'La poesia di Federigo Tozzi' che è stata segnalata al premio Eugenio Montale.
Ha frequentato il corso di drammaturgia diretto da Eduardo De Filippo all'Università La Sapienza di Roma e la scuola di Cinema della Gaumont diretta da Renzo Rossellini. 
Ha scritto numerosi film per il cinema e la televisione tra cui 'Fuori dal mondo' per il quale ha vinto il David di Donatello, il Ciak d'oro e il Premio Sergio Amidei per la miglior sceneggiatura (Il film diretto da Giuseppe Piccioni, è stato selezionato dall'Italia per l'Oscar miglior film di lingua straniera). 'La corsa dell'innocente' diretto da Carlo Carlei ha avuto la nomination ai Golden Globe come miglior film straniero.

## Filmografia

### Cinema
- Nulla ci può fermare, regia di Antonello Grimaldi (1989)
- La corsa dell'innocente, regia di Carlo Carlei (1992)
- Cuori al verde, regia di Giuseppe Piccioni (1995)
- Fuori dal mondo, regia di Giuseppe Piccioni (1999)
- La vita che vorrei, regia di Giuseppe Piccioni (2004)
- Sulla mia pelle, regia di Valerio Jalongo (2005)
- La velocità della luce, regia di Andrea Papini (2008)
- Nottetempo, regia di Francesco Prisco (2014)
- Sei mai stata sulla Luna?, regia di Paolo Genovese (2015)
- L'età d'oro, regia di Emanuela Piovano (2016)
- L'ombra del giorno, regia di Giuseppe Piccioni (2022)
- La festa del ritorno, regia di Lorenzo Adorisio (2022)

### Televisione
- La missione - Regia di Maurizio Zaccaro (1997)
- Lui e lei (serie televisiva) (episodi 1ª stagione: Cattivi maestri, In trappola, Un mondo lontano) - Regia di Luciano Manuzzi (1997)
- Lui e lei (serie televisiva) (episodi 2ª stagione: Un bene prezioso, Una responsabilità troppo grande, Danni materiali) - Regia di Luciano Manuzzi - Francesca Lodoli (1999)
- Brancaccio - Regia di Gianfranco Albano (2003)
- Un papà quasi perfetto (serie TV) - Regia di Maurizio Dell'Orso (2003)
- Salvo D'Acquisto - Regia di Alberto Sironi (2003)
- Sacco & Vanzetti - Regia di Fabrizio Costa (2005)
- L'uomo che rubò la Gioconda - Regia di Fabrizio Costa (2006)
- Giovanni Falcone - L'uomo che sfidò Cosa Nostra - Regia di Andrea Frazzi e Antonio Frazzi (2006)
- Pane e libertà - Regia di Alberto Negrin (2009)
- Il sogno del maratoneta - Regia di Leone Pompucci (2012)
- Cesare Mori - Il prefetto di ferro - Regia di Gianni Lepre (2012)
- Purché finisca bene - Episodio "Un marito di Troppo" - Regia di Luca Ribuoli (2014)
- Purché finisca bene - Episodio "Una villa per Due" - Regia di Fabrizio Costa (2014)
- La classe degli asini - Regia di Andrea Porporati (2016)
- Vincenzo Malinconico, avvocato d'insuccesso, regia di Alessandro Angelini e Luca Miniero – serie TV (2022-2024)

### Progetti speciali
- Capitan cosmo - Regia di Carlo Carlei (1991)

## Riconoscimenti
- 1999 – David di Donatello miglior sceneggiatura per Fuori dal mondo
- 1999 – Ciak d'oro miglior sceneggiatura per Fuori dal mondo